# Johann Maukisch
Johann Maukisch (auch Johannes Maukisch; * 14. August 1617 in Berthelsdorf bei Freiberg; † 8. Juni 1669 in Danzig) war ein deutscher lutherischer Geistlicher, Theologe, Kirchenlieddichter und Pädagoge.

## Leben
Maukisch erhielt am Freiberger Gymnasium seine erste Ausbildung. 1638 wurde er an der Universität Leipzig immatrikuliert, an der er hauptsächlich Theologie studierte. Er erlangte in Leipzig 1640 den Magistergrad, 1650 den Grad eines Lic. theol., bevor er 1651 zum Dr. theol. promoviert wurde.
Maukisch folgte 1651 einem Ruf des Danziger Rats als Professor der Theologie und Rektor an das Akademische Gymnasium Danzig. Zugleich wurde ihm eine Pastorenstelle an der St.-Trinitatis-Kirche in Danzig übertragen. Als Rektor des Akademischen Gymnasiums und als Schriftsteller bemühte er sich um eine Verbesserung der Pädagogik und Katechetik. Daneben nahm er schriftstellerisch an theologischen Streitigkeiten seiner Zeit teil.
Maukisch betätigte sich außerdem als Gelegenheits- und Kirchenlieddichter. Er soll etwa 110 Kirchenlieder verfasst haben, unter anderem für die Betstunden seiner Studenten, 34 dieser Lieder fanden später Eingang in Gesangbücher, so in Danzig und in Stuttgart.

## Werke (Auswahl)
- Kalē porakatathēkē Apostolu, in qua Scripturam Sacram ceu principium nostrae fidei divinissimum ... suo Timotheo 2. ep. III, 16. 17 commendat. Leipzig 1650.
- Generalis instructio ad quaestiones theologicas. Danzig 1652.
- Augenscheinliche Probe einer Hauß-Andacht in fünf geistlichen Liedern. Danzig 1660.
- Danck-Opffer in drei Friedens-Liedern . Danzig 1660.
- Maledicentia Maresiana. Danzig 1664.
- Schrifftmässige Gegenstellung Der Lutherischen und Jesuitischen Religion. Rhete, Danzig 1664.
- D. Johann Maukischens Catechismus Milch : Welche nach vielfältigen nützlichen Proben der Jugend auß dem Catechsimo Lutheri also eingeflösset worden, daß sie alle Worte in demselben recht verstehen mit besserem Verstande die Bibel lesen, beten, und singen, und mit leichter Mühe zur lateinischen Sprache, und rechter Schreibkunst können angefüret werden. Mansklap, Danzig 1668.
- Notae Philologico-Theologicae Notitiam Dei Naturalem ex Insignibus Scripturae Dictis. Wittigau, Leipzig 1672.